# Koisuru Fortune Cookie
"Koi Suru Fortune Cookie" (恋するフォーチュンクッキー Koisuru Fōchunkukkī, "The Fall-in-Love Fortune Cookie") là đĩa đơn thứ 32 của nhóm nhạc nữ thần tượng Nhật Bản AKB48. Nó được phát hành tại Nhật Bản vào ngày 21 tháng 8 năm 2013. Đội hình cho ca khúc chủ đề được xác định bởi kết quả từ cuộc tổng tuyển cử AKB48 2013, trong đó người chiến thắng là Rino Sashihara của nhóm chị em AKB48 (HKT48). Đĩa đơn chứa các bài hát tốt nghiệp của Mariko Shinoda và Tomomi Itano.
Bài hát đã được làm lại bởi các nhóm chị em quốc tế của AKB48 bằng ngôn ngữ địa phương tương ứng, bao gồm phiên bản tiếng Indonesia của JKT48, được phát hành cùng ngày với phiên bản tiếng Nhật gốc; phiên bản tiếng Hoa của SNH48, phát hành năm 2013; phiên bản tiếng Thái của BNK48, phát hành năm 2017; và phiên bản Tiếng Filipino của MNL48, phát hành năm 2018; và phiên bản tiếng Việt của SGO48, phát hành vào tháng 12 năm 2019.

## Tổng tuyển cử 2013
Đội hình cho ca khúc chủ đề được xác định bởi kết quả từ cuộc tổng tuyển cử năm 2013 của AKB48. Rino Sashihara của HKT48 đã nhận được nhiều phiếu bầu nhất và trở thành center cho đĩa đơn. Đây là lần đầu tiên Sashihara trở thành center cho một đĩa đơn AKB48.
Những người tham gia trong đơn bao gồm các thành viên đã tốt nghiệp hoặc công bố kế hoạch tốt nghiệp. Mariko Shinoda, thành viên của AKB48, người đứng thứ năm trong cuộc bầu cử, đã tuyên bố vào ngày kết quả bầu cử rằng cô sẽ tốt nghiệp; buổi lễ của cô được tổ chức vào ngày 21 tháng 7. Tomomi Itano, người đứng thứ 11 tổng thể, đã tuyên bố ý định tốt nghiệp trở lại vào tháng 2 năm 2013. Natsumi Hirajima, một ứng cử viên đã tốt nghiệp trước thời kỳ bỏ phiếu bầu cử, xếp thứ 62 chung cuộc.

## Phát hành
Vào ngày 23 tháng 6, Rino Sashihara, thành viên của AKB48, đã thông báo trên chương trình đêm muộn của Fuji TV rằng tiêu đề của đĩa đơn thứ 32 sẽ là "Koi Suru Fortune Cookie" và ngày phát hành vào ngày 21 tháng 8.
Đĩa đơn được phát hành trong bốn phiên bản: Loại A, Loại K, Loại B và Phiên bản Sân khấu. Các phiên bản không phải là nhà hát có phiên bản giới hạn cho ấn bản đầu tiên của họ. Mặc dù mỗi phiên bản thông thường có một trong 50 loại ảnh khác nhau, Mỗi phiên bản giới hạn có một trong hai loại vé cho một sự kiện bắt tay.
Bài hát chủ đề được trình diễn lần đầu tiên trong chương trình TBS "Ongaku no hi" (tiếng Nhật: 音 楽 の) vào ngày 29 tháng 6.

## MV
Video âm nhạc "Koi Suru Fortune Cookie" được quay vào ngày 22 tháng 6, tại Fukuoka, nhà của HKT48 và nơi ở của Mariko Shinoda. Nó liên quan đến 3.800 phần mở rộng, nhiều nhất cho bất kỳ video nào liên quan đến nhóm AKB48 và nhóm chị em kể từ "Banzai Venus" có khoảng 1.000 người.
Vũ đạo được thực hiện bởi Papaya Suzuki. Một số thành viên AKB48 đã bình luận về video âm nhạc. Mayu Watanabe nói "Điều đó khiến bạn cảm thấy muốn nói lên vận may của mình". Tomomi Itano nói "Đó là một bài hát bạn có thể làm sống động với mọi người, và cũng là một bài hát thú vị, vì bạn có thể sao chép vũ đạo với người khác." Minami Takahashi nói "Nó bằng cách nào đó hoài cổ. Nó giống như một sàn nhảy quy mô lớn."
Vào ngày 19 tháng 7, AKB48 đã phát hành Phiên bản nhân viên của video âm nhạc, cho thấy 365 thành viên của đội ngũ nhân viên AKB48 và các nhóm chị em thực hiện một số bước nhảy. Video được quay trong bảy ngày. Video nhân viên được liệt kê là video YouTube được xem nhiều nhất tại Nhật Bản trong năm 2013 với hơn 8 triệu lượt xem.
Vào ngày 12 tháng 8 năm 2016, video âm nhạc đã đạt 100 triệu lượt xem trên YouTube, video âm nhạc AKB48 thứ hai đạt được cột mốc này (cùng với "Heavy Rotation"). Giúp cho AKB48 trở thành nhóm nhạc Nhật Bản đầu tiên có hai MV 100 triệu lượt xem trên YouTube.

## Biểu diễn trực tiếp
Vào tháng 3 năm 2014, "Koi Suru Fortune Cookie" đã được liệt kê là một trong những bài hát trong trò chơi Nhật Bản Just Dance Wii U.
"Koi Suru Fortune Cookie" đã được sử dụng làm giai điệu khởi hành trên nền tảng Tokyo Metro Hibiya Line của nhà ga Akihabara từ mùa xuân năm 2016.
Trong Weathering With You, Hina, Hodaka và Nagisa hát bài hát này qua máy karaoke trong phòng khách sạn của họ.
- NHK Kōhaku Uta Gassen lần thứ 64, được biểu diễn như một bài hát đặc biệt của Kōhaku 2013: Lễ hội AKB48.
- NHK Kōhaku Uta Gassen lần thứ 66, được biểu diễn như một bài hát của AKB Kouhaku 2015 SP ~ Kỷ niệm 10 năm ~, với các thành viên Tốt nghiệp, bao gồm Atsuko Maeda và Yuko Oshima.
- NHK Kōhaku Uta Gassen lần thứ 69, biểu diễn với nhóm Thái Lan BNK48.
- NHK Kōhaku Uta Gassen lần thứ 70, thực hiện dưới dạng ~ Kōhaku World Selection SP ~ với AKB48 Group.

Năm 2017, "Koi Suru Fortune Cookie" đã được trình diễn cùng với "Heavy Rotation" tại Lễ trao giải âm nhạc châu Á Mnet 2017 tại Nhật Bản.

## Danh sách đĩa nhạc

### Type A
| No. | Bài hát                                                                              | Thành viên                     | Thời lượng |
| --- | ------------------------------------------------------------------------------------ | ------------------------------ | ---------- |
| 1   | "Koi Suru Fortune Cookie" (恋するフォーチュンクッキー)                               |                                | 4:47       |
| 2   | "Ai no Imi o Kangaete Mita" (愛の意味を考えてみた)                                   | Under Girls (アンダーガールズ) | 3:06       |
| 3   | "Kondo Koso Ecstasy" (今度こそエクスタシー)                                          | Next Girls (ネクストガールズ)  | 3:21       |
| 4   | "Koi Suru Fortune Cookie off vocal ver." (恋するフォーチュンクッキー off vocal ver.) |                                | 4:47       |
| 5   | "Ai no Imi o Kangaete Mita off vocal ver." (愛の意味を考えてみた off vocal ver.)     |                                | 3:06       |
| 6   | "Kondo Koso Ecstasy off vocal ver." (今度こそエクスタシー off vocal ver.)            |                                | 3:19       |

| No. | Bài hát                                                                                        | Thời lượng |
| --- | ---------------------------------------------------------------------------------------------- | ---------- |
| 1   | "Koi Suru Fortune Cookie Music Video" (恋するフォーチュンクッキー Music Video)                 |            |
| 2   | "Koi Suru Fortune Cookie Choreography Type A" (恋するフォーチュンクッキー 振り付け映像 Type A) |            |
| 3   | "Ai no Imi o Kangaete Mita Music Video" (愛の意味を考えてみた Music Video)                     |            |
| 4   | "Kondo Koso Ecstasy Music Video" (今度こそエクスタシー Music Video)                            |            |
| 5   | "SF shojo drama series ADS77 part 1" (SF 少女ドラマシリーズ「ADS77」：第一幕 ナナという姉)     |            |

### Type K
| No. | Bài hát                                                                              | Thành viên                          | Thời lượng |
| --- | ------------------------------------------------------------------------------------ | ----------------------------------- | ---------- |
| 1   | "Koi Suru Fortune Cookie" (恋するフォーチュンクッキー)                               |                                     | 4:47       |
| 2   | "Ai no Imi o Kangaete Mita" (愛の意味を考えてみた)                                   | Under Girls (アンダーガールズ)      | 3:06       |
| 3   | "Suitei Marmalade" (推定マーマレード)                                                | Future Girls (フューチャーガールズ) | 4:41       |
| 4   | "Koi Suru Fortune Cookie off vocal ver." (恋するフォーチュンクッキー off vocal ver.) |                                     | 4:47       |
| 5   | "Ai no Imi o Kangaete Mita off vocal ver." (愛の意味を考えてみた off vocal ver.)     |                                     | 3:06       |
| 6   | "Suitei Marmalade off vocal ver." (推定マーマレード off vocal ver).                  |                                     | 4:40       |

| No. | Bài hát                                                                                        | Thời lượng |
| --- | ---------------------------------------------------------------------------------------------- | ---------- |
| 1   | "Koi Suru Fortune Cookie Music Video" (恋するフォーチュンクッキー Music Video)                 |            |
| 2   | "Koi Suru Fortune Cookie Choreography Type K" (恋するフォーチュンクッキー 振り付け映像 Type K) |            |
| 3   | "Ai no Imi o Kangaete Mita Music Video" (愛の意味を考えてみた Music Video)                     |            |
| 4   | "Suitei Marmalade Music Video" (推定マーマレード Music Video)                                  |            |
| 5   | "SF shojo drama series ADS77 part 2" (SF少女ドラマシリーズ「ADS77」：第二幕 廃棄)              |            |

### Type B
| No. | Bài hát                                                                                             | Thời lượng |
| --- | --------------------------------------------------------------------------------------------------- | ---------- |
| 1   | "Koi Suru Fortune Cookie" (恋するフォーチュンクッキー)                                              | 4:47       |
| 2   | "Saigo no Door (Tomomi Itano's graduation song)" (最後のドア(板野友美卒業ソング))                   | 4:22       |
| 3   | "Namida no Sei Janai (Mariko Shinoda's graduation song)" (涙のせいじゃない（篠田麻里子卒業ソング）) | 5:27       |
| 4   | "Koi Suru Fortune Cookie off vocal ver." (恋するフォーチュンクッキー off vocal ver.)                | 4:47       |
| 5   | "Saigo no Door off vocal ver." (最後のドア off vocal ver.)                                          | 4:22       |
| 6   | "Namida no Sei Janai off vocal ver." (涙のせいじゃない off vocal ver.)                              | 5:25       |

| No. | Bài hát                                                                                        | Thới lượng |
| --- | ---------------------------------------------------------------------------------------------- | ---------- |
| 1   | "Koi Suru Fortune Cookie Music Video" (恋するフォーチュンクッキー Music Video)                 |            |
| 2   | "Koi Suru Fortune Cookie Choreography Type B" (恋するフォーチュンクッキー 振り付け映像 Type B) |            |
| 3   | "Saigo no Door Music Video" (最後のドア Music Video)                                           |            |
| 4   | "Namida no Sei Janai Music Video" (涙のせいじゃない Music Video)                               |            |
| 5   | "SF shojo drama series ADS77 part 3" (SF少女ドラマシリーズ「ADS77」：第三幕 降霊)              |            |

### Theater
| No. | Bái hát                                                                              | Thành viên                     | Thời lượng |
| --- | ------------------------------------------------------------------------------------ | ------------------------------ | ---------- |
| 1   | "Koi Suru Fortune Cookie" (恋するフォーチュンクッキー)                               |                                |            |
| 2   | "Ai no Imi o Kangaete Mita" (愛の意味を考えてみた)                                   | Under Girls (アンダーガールズ) |            |
| 3   | "Aozora Cafe" (青空カフェ)                                                           |                                |            |
| 4   | "Koi Suru Fortune Cookie off vocal ver." (恋するフォーチュンクッキー off vocal ver.) |                                |            |
| 5   | "Ai no Imi o Kangaete Mita off vocal ver." (愛の意味を考えてみた off vocal ver.)     |                                |            |
| 6   | "Aozora Cafe" (青空カフェ off vocal ver.)                                            |                                |            |

### "Koisuru Fortune Cookie"
Đội hình cho ca khúc chủ đề bao gồm 16 thành viên hàng đầu từ cuộc tổng tuyển cử năm 2013 của AKB48.
Số trong ngoặc cho biết thứ hạng của thành viên.
Center: Rino Sashihara (1)
- Team A: Mariko Shinoda (5), Minami Takahashi (8), Yui Yokoyama (13), Mayu Watanabe (3)
- Team K: Tomomi Itano (11), Yuko Oshima (2)
- Team B: Yuki Kashiwagi (4), Haruna Kojima (9), Haruka Shimazaki (12)
- Team S (SKE48) / Team K: Jurina Matsui (6)
- Team KII (SKE48): Akari Suda (16)
- Team E (SKE48): Rena Matsui (7)
- Team N (NMB48) / Team B: Miyuki Watanabe (15)
- Team N (NMB48): Sayaka Yamamoto (14)
- Team H (HKT48): Rino Sashihara (1)
- SNH48: Sae Miyazawa (10)

### "Ai no Imi o Kangaete Mita"
Được thực hiện bởi Undergirls, bao gồm các thành viên xếp hạng 17 đến 32 trong cuộc tổng tuyển cử năm 2013 của AKB48.
Số trong ngoặc cho biết thứ hạng của thành viên.
Center: Aya Shibata (17)
- Team A: Anna Iriyama (30), Rina Kawaei (25)
- Team K: Rie Kitahara (21)
- Team B: Ayaka Umeda (19), Reina Fujie (32)
- Kenkyuusei: Minami Minegishi (18)
- Team S (SKE48): Masana Oya (29), Yuria Kizaki (22)
- Team KII (SKE48): Aya Shibata (17), Akane Takayanagi (23), Airi Furukawa (27)
- Team E (SKE48): Kanon Kimoto (31)
- Kenkyuusei (SKE48): Kaori Matsumura (24)
- Team M (NMB48): Nana Yamada (28)
- Team H (HKT48): Sakura Miyawaki (26)
- Team J (JKT48) / Team B: Aki Takajo (20)

### "Kondo Koso Ecstasy"
Được thực hiện bởi Next Girls, bao gồm các thành viên xếp hạng 33 đến 48 trong cuộc tổng tuyển cử năm 2013 của AKB48.
Số trong ngoặc cho biết thứ hạng của thành viên.
Center: Amina Sato (33)
- Team A: Yuka Tano (38)
- Team K: Asuka Kuramochi (36), Amina Sato (33), Mariya Nagao (35), Tomu Muto (45)
- Team B: Haruka Ishida (46), Haruka Katayama (34)
- Team B / Team KII (SKE48): Mina Ōba (48)
- Team S (SKE48): Makiko Saito (42)
- Team KII (SKE48): Ami Kobayashi (47), Rina Matsumoto (41)
- Team E (SKE48): Madoka Umemoto(39)
- Team M (NMB48) / Team A: Fuuko Yagura (44)
- Team N (NMB48): Kei Jonishi (40)
- Team H (HKT48): Aika Oota (43), Haruka Kodama (37)

### "Suitei Marmalade"
Được thực hiện bởi Future Girls, bao gồm các thành viên xếp hạng 49 đến 64 trong cuộc tổng tuyển cử năm 2013 của AKB48.
Số trong ngoặc cho biết thứ hạng của thành viên.
Center: Shu Yabushita (49)
- Team A: Ayaka Kikuchi (51), Sumire Sato (52), Sakiko Matsui (60)
- Team K: Ami Maeda (53)
- Team B: Misaki Iwasa (56), Suzuran Yamauchi (61)
- Team B / Team N (NMB48): Miori Ichikawa (57)
- Team S (SKE48): Kyoka Isohara (58), Yuka Nakanishi (64)
- Team E (SKE48): Shiori Kaneko (63)
- Team N (NMB48): Mayu Ogasawara (54), Akari Yoshida (50)
- Team BII (NMB48): Shu Yabushita (49)
- Kenkyuusei (HKT4)): Meru Tashima (55), Mio Tomonaga (59)
- Graduated member: Natsumi Hirajima (62)

### "Namida no Sei Janai"
Bài hát tốt nghiệp của Mariko Shinoda.
- Team A: Mariko Shinoda, Minami Takahashi, Yui Yokoyama, Mayu Watanabe
- Team K: Tomomi Itano, Yuko Oshima
- Team B: Yuki Kashiwagi, Haruna Kojima, Haruka Shimazaki
- Kenkyuusei: Minami Minegishi
- Team S (SKE48) / Team K: Jurina Matsui
- Team H (HKT48): Rino Sashihara
- SNH48: Sae Miyazawa

### "Saigo no Door"
Bài hát tốt nghiệp của Tomomi Itano.
- Team A: Mariko Shinoda, Minami Takahashi, Yui Yokoyama, Mayu Watanabe
- Team K: Tomomi Itano, Yuko Oshima
- Team B: Yuki Kashiwagi, Haruna Kojima, Haruka Shimazaki
- Kenkyuusei: Minami Minegishi
- Team S (SKE48) / Team K: Jurina Matsui
- Team H (HKT48): Rino Sashihara
- SNH48: Sae Miyazawa

## Thành tích
"Koi Suru Fortune Cookie" đã bán được 1.095.894 bản trong ngày đầu tiên phát hành và đạt vị trí số một trên bảng xếp hạng hàng tuần của Oricon với hơn 1,33 triệu bản. Điều này khiến đĩa đơn thứ 13 liên tiếp của nhóm bán được hơn một triệu bản, liên kết kỷ lục với B'z. Đây là đĩa đơn thứ 19 liên tiếp của nhóm.
| BXH(2013)                | Vị trí |
| ------------------------ | ------ |
| Nhật Bản (Japan Hot 100) | 1      |
| Nhật Bản (Oricon)        | 1      |
| Đài Loan (G-Music)       | 12     |

| BXH(2013)            | Vị trí |
| -------------------- | ------ |
| Oricon Monthly Chart | 1      |

| BXH(2013)                         | Vị trí |
| --------------------------------- | ------ |
| Billboard Japan Hot 100           | 1      |
| Billboard Japan Hot Singles Sales | 2      |
| Oricon Singles Chart              | 2      |

## Chứng chỉ
| Miền                           | Chứng chỉ | đơn vị được chứng nhận / bán hàng |
| ------------------------------ | --------- | --------------------------------- |
| Nhật Bản (RIAJ) PC single      | Bạch kim  | 250,000*                          |
| Nhật Bản (RIAJ)                | Triệu     | 1,000,000^                        |
| Nhật Bản (RIAJ) single track   | Triệu     | 1,000,000*                        |
| Nhật Bản (RIAJ) Chaku-Uta Full | Vàng      | 100,000*                          |

## Lịch sử phát hành
| Thời gian           | Phiên bản | Mục lục                                                                   | định dạng | Hãng đĩa     |
| ------------------- | --------- | ------------------------------------------------------------------------- | --------- | ------------ |
| 21 tháng 8 năm 2013 | Type-A    | First Press Limited Edition (KIZM-90225~6) Regular Edition (KIZM-225~6)   | CD+DVD    | King Records |
| 21 tháng 8 năm 2013 | Type-K    | First Press Limited Edition (KIZM-90227~8) Regular Edition (KIZM-227~8)   | CD+DVD    | King Records |
| 21 tháng 8 năm 2013 | Type-B    | First Press Limited Edition (KIZM-90229~30) Regular Edition (KIZM-229~30) | CD+DVD    | King Records |
| 21 tháng 8 năm 2013 | Theater   | Regular Version (NMAX-1153)                                               | CD        | King Records |

## Giải thưởng
| Năm  | Lễ trao giải                   | Giải thưởng          | Kết quả |
| ---- | ------------------------------ | -------------------- | ------- |
| 2013 | Japan Record Awards lần thứ 55 | Excellent Work Award | Thắng   |
| 2013 | Japan Record Awards lần thứ 55 | Grand Prix           | Đề cử   |
| 2013 | Billboard Japan Music Awards   | Hot 100 of the Year  | Thắng   |
| 2014 | MTV VMAJ                       | Best Choreography    | Đề cử   |
| 2015 | JASRAC Awards                  | Gold Award           | Thắng   |
| 2016 | JASRAC Awards                  | Silver Award         | Thắng   |

| Năm  | Lễ trao giải          | Giải thưởng            | Kết quả |
| ---- | --------------------- | ---------------------- | ------- |
| 2018 | The Guitar Mag Awards | Single Hit of the Year | Thắng   |
| 2018 | Kazz Awards           | Song of the Year       | Đề cử   |
| 2018 | Nine Entertain Awards | Song of the Year       | Đề cử   |
| 2018 | Siamdara Star Awards  | Hit song               | Thắng   |

| Năm  | Lễ trao giải                   | Giải thưởng                   | Kết quả |
| ---- | ------------------------------ | ----------------------------- | ------- |
| 2013 | Hai Reader's Poll Music Awards | Best Single                   | Thắng   |
| 2014 | Global Seru Awards             | Most Exciting Song            | Thắng   |
| 2014 | World Music Awards             | World's Best Video            | Đề cử   |
| 2014 | World Music Awards             | World's Best Indonesian Video | Thắng   |

Nhóm chị em người Việt của AKB48, SGO48 đã phát hành bản cover bài hát của họ dưới dạng đĩa đơn thứ hai có tựa đề Koisuru Fortune Cookie - Thất tình tích cực.

### Ra mắt MV
9:00 tối ngày 7 tháng 12 năm 2019, YAG Entertainment đã phát hành một đoạn teaser thông báo rằng MV thứ hai của SGO48 có tựa đề Koisuru Fortune Cookie - Thất tình tích cực sẽ được phát hành. với 16 thành viên (Ánh Sáng (Center), Anna, Hikari, Janie, Kaycee, Linh Mai, Lệ Trang, Mochi, Mon, Sachi, Sunny, Thu Nga, Tiên Linh, Trùng Dương, Trúc Phạm, Xuân Ca). 7:00 PM ngày 10 tháng 12 năm 2019, YAG Entertainment đã phát hành đoạn teaser thứ hai cho MV sắp ra mắt của nhóm. Vào 12:12 sáng ngày 12 tháng 12 năm 2019 MV chính thức ra mắt trên Youtube. Captain của nhóm Kaycee cũng góp phần viết lời cho bài hát bằng tiếng Việt. Cùng với đó, đĩa đơn tiếp theo của nhóm - "Koisuru Fortune Cookie" sẽ được phát hành vào ngày 29 tháng 12 năm 2019.

### Loại album
| Ngày đặt hàng                     | Ngày phát hành                     | Type | định dạng               | Hãng              |
| --------------------------------- | ---------------------------------- | ---- | ----------------------- | ----------------- |
| Thứ năm ngày 11 tháng 12 năm 2019 | Chủ nhật ngày 29 tháng 12 năm 2019 | A    | Digital download Stream | YAG Entertainment |
| Thứ năm ngày 11 tháng 12 năm 2019 | Chủ nhật ngày 29 tháng 12 năm 2019 | B    | Digital download Stream | YAG Entertainment |
| Thứ năm ngày 11 tháng 12 năm 2019 | Chủ nhật ngày 29 tháng 12 năm 2019 | C    | Digital download Stream | YAG Entertainment |
| Thứ năm ngày 11 tháng 12 năm 2019 | Chủ nhật ngày 29 tháng 12 năm 2019 | D    | Digital download Stream | YAG Entertainment |

### Danh sách dĩa nhạc
| No. | Bài hát                                       | Thành viên | Thời lượng |
| --- | --------------------------------------------- | --- | ---------- |
| 1.  | "Koisuru Fortune Cookie - Thất Tình Tích Cực" | Ánh Sáng, Anna, Trùng Dương, Kaycee, Janie, Sachi, Hikari, Lệ Trang, Linh Mai, Thu Nga, Trúc Phạm, Mochi, Xuân Ca, Mon, Tiên Linh, Sunny                                                                                          | 4:46       |
| 2.  | "Namida Suprise"                              | Anna, Ánh Sáng, Kaycee, Trùng Dương, Hikari, Janie, Trúc Phạm, Sachi, Sunny, Linh Mai, Minxy, Lệ Trang, Tiên Linh, Mon, Thu Nga, Mochi, Ashley, Celia, Dona, Elena, Gia Nghi, Mẫn Nghi, Như Thảo, Nini, Phụng Nhi, Xuân Ca, Tammy | 4:43       |
| 3.  | "365 Nichi No Kamihikouki"                    | Anna, Ánh Sáng, Kaycee, Trùng Dương, Hikari, Janie, Trúc Phạm, Sachi, Sunny, Linh Mai, Minxy, Lệ Trang, Tiên Linh, Mon, Thu Nga, Mochi                                                                                            | 4:47       |
| 4.  | "Shoujotachiyo"                               | Anna, Ánh Sáng, Kaycee, Trùng Dương, Hikari, Janie, Trúc Phạm, Sachi, Sunny, Linh Mai, Minxy, Lệ Trang, Tiên Linh, Mon, Thu Nga, Mochi, Ashley, Celia, Dona, Elena, Gia Nghi, Mẫn Nghi, Như Thảo, Nini, Phụng Nhi, Xuân Ca, Tammy | 4:34       |

Nhóm nhạc thần tượng Thái Lan BNK48, một nhóm chị em của AKB48, đã cover bài hát này, đặt tên là "Khukki Siangthai".

### phát hành
Nhóm đã biểu diễn bài hát lần đầu tiên tại buổi hòa nhạc 2017: 411 Fandom Party ở Bangkok, được tổ chức tại Siam Paragon ở Bangkok vào đêm 30 tháng 8 năm 2017. Mười sáu trong số ba mươi thành viên của nhóm đã thành lập một senbatsu tạm thời để biểu diễn bài hát tại sự kiện, bao gồm Can, Cherprang, Izurina, Jan, Jennis, Kaew, Kaimook, Miori, Mobile, Music, Namneung, Noey, Orn, Pun, Pupe và Tarwaan.
Nhóm cũng đã biểu diễn bài hát với World Order để mở Japan Expo tại Thái Lan 2017 tại Siam Paragon vào ngày 1 tháng 9 năm 2017.
Tại buổi hòa nhạc đánh dấu sự tốt nghiệp của Kidcat vào ngày 23 tháng 9 năm 2017 tại Bangkok, thông báo rằng bài hát sẽ được phát hành dưới dạng đĩa đơn thứ hai của nhóm, bao gồm bài hát là ca khúc chủ đề với hai bài hát khác, đó là "BNK48 (Bangkok48)", bài hát cùng tên của nhóm là một bản cover của "AKB48 (Akihabara48)" và "Phlio", một bản cover "Skirt, Hirari".
Được công bố trong cùng một sự kiện rằng mười sáu thành viên của nhóm là senbatsu thường xuyên cho các bài hát "Khukki Siangthai" và "BNK48 (Bangkok48)" bao gồm Cherprang, Izurina, Jan, Jennis, Kaew, Kaimook, Miori, Mobile, Music, Namneung, Noey, Orn, Pun, Pupe, Satchan và Tarwaan, với Mobile là center của bài hát trước và Cherprang là center của bài hát sau, trong khi bảy trong số những người phụ trách bài hát "Phlio" Jaa, Jane, Jib, Kate, Mind, Namsai và Nink, với Jaa và Mind là center.
Chính thức phát hành vào ngày 20 tháng 12 năm 2017, đĩa đơn được ra mắt vào ngày 29 tháng 9 năm 2017 đến ngày 6 tháng 11 năm 2017. Bán được tổng cộng 30.000 bản và được phát trực tuyến 1.000.000 lần cho đến ngày 12 tháng 2 năm 2018.
Video âm nhạc "Khukki Siangthai" đã được công chiếu tại một buổi hòa nhạc nhỏ được tổ chức tại J.J Mall ở Bangkok vào ngày 18 tháng 11 năm 2017 và được xuất bản trên YouTube vào cuối ngày hôm đó. Đến tháng 4 năm 2018, video đã vượt qua 100 triệu lượt xem.

### Sản xuất
Đĩa đơn được sản xuất bởi Pongchuk Pissathanyh (tiếng Thái: พงศ์ จักร พิษ ฐ น น) và Tanupop Notayanont (tiếng Thái: นุ นนท์ นนท์) từ ban nhạc La-Ong-Fong. Lời bài hát tiếng Thái được viết bởi Pongchuk, Tanupop và Trai Bhumiratna (tiếng Thái: ภูมิ).

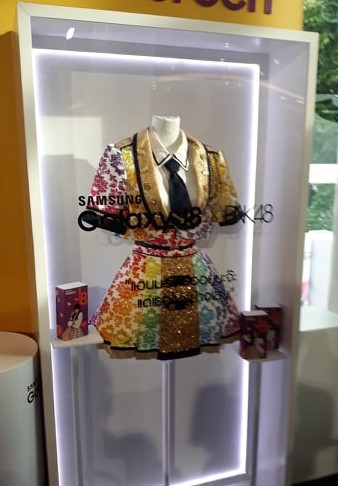
Trang phục của BNK48 trong bài hát Koi Suru Fortune Cookie – Khukki Siangthai

Ảnh bìa của đĩa đơn, được sản xuất bởi The Uni form Design Studio, đã được tiết lộ vào ngày 1 tháng 11 năm 2017,mười sáu thành viên senbatsu với các yếu tố đại diện cho các món ăn ngọt yêu thích của họ, như thong yip và bánh quy, cũng như các địa danh Bangkok được đề cập bao gồm đu quay khổng lồ và đền thờ bình minh.
Được đạo diễn bởi Chainarong Tampong (tiếng Thái: ณรงค์ แต้ม พง ษ์), MV cho ca khúc chủ đề được quay vào ngày 4 tháng 11 năm 2017 tại Siam Park City ở Bangkok, có một số người hâm mộ đã tham gia.

### Danh sách dĩa nhạc
| No.              | Bài hát                                                                                              | Lời                                | Thành viên | Thời lượng |
| ---------------- | --- | ---------------------------------- | --- | ---------- |
| 1.               | "Khukki Siangthai (Thai: คุกกี้เสี่ยงทาย; "Fortune Cookie")" (cover of AKB48's "Koi Suru Fortune Cookie") | Tanupop Notayanont                 | Cherprang, Izurina, Jan, Jennis, Kaew, Kaimook, Miori, Mobile, Music, Namneung, Noey, Orn, Pun, Pupe, Satchan, Tarwaan | 4:47       |
| 2.               | "BNK48 (Bangkok48)" (cover of AKB48's "AKB48 (Akihabara48)")                                         | - Pongchuk Pissathanporn - Tanupop | Cherprang, Izurina, Jan, Jennis, Kaew, Kaimook, Miori, Mobile, Music, Namneung, Noey, Orn, Pun, Pupe, Satchan, Tarwaan | 4:00       |
| 3.               | "Phlio (Thai: พลิ้ว; "Wavering")" (cover of AKB48's "Skirt, Hirari")                                   | Trai Bhumiratna                    | Jaa, Jane, Jib, Kate, Mind, Namsai, Nink                                                                               | 4:02       |
| 4.               | "Khukki Siangthai" (Off Vocal Version)                                                               |                                    | | 4:47       |
| 5.               | "BNK48 (Bangkok48)" (Off Vocal Version)                                                              |                                    | | 4:00       |
| 6.               | "Phlio" (Off Vocal Version)                                                                          |                                    | | 4:02       |
| Tổng thời lượng: | Tổng thời lượng:                                                                                     | Tổng thời lượng:                   | Tổng thời lượng: | 25:38      |

"Fortune Cookie in Love -Fortune Cookie Yang Mencinta-" là đĩa đơn thứ ba được phát hành từ nhóm nhạc nữ thần tượng Indonesia JKT48. Vào ngày 21 tháng 8 năm 2013, nó đã được phát hành đồng thời với bản phát hành "Koi Suru Fortune Cookie" của AKB48.

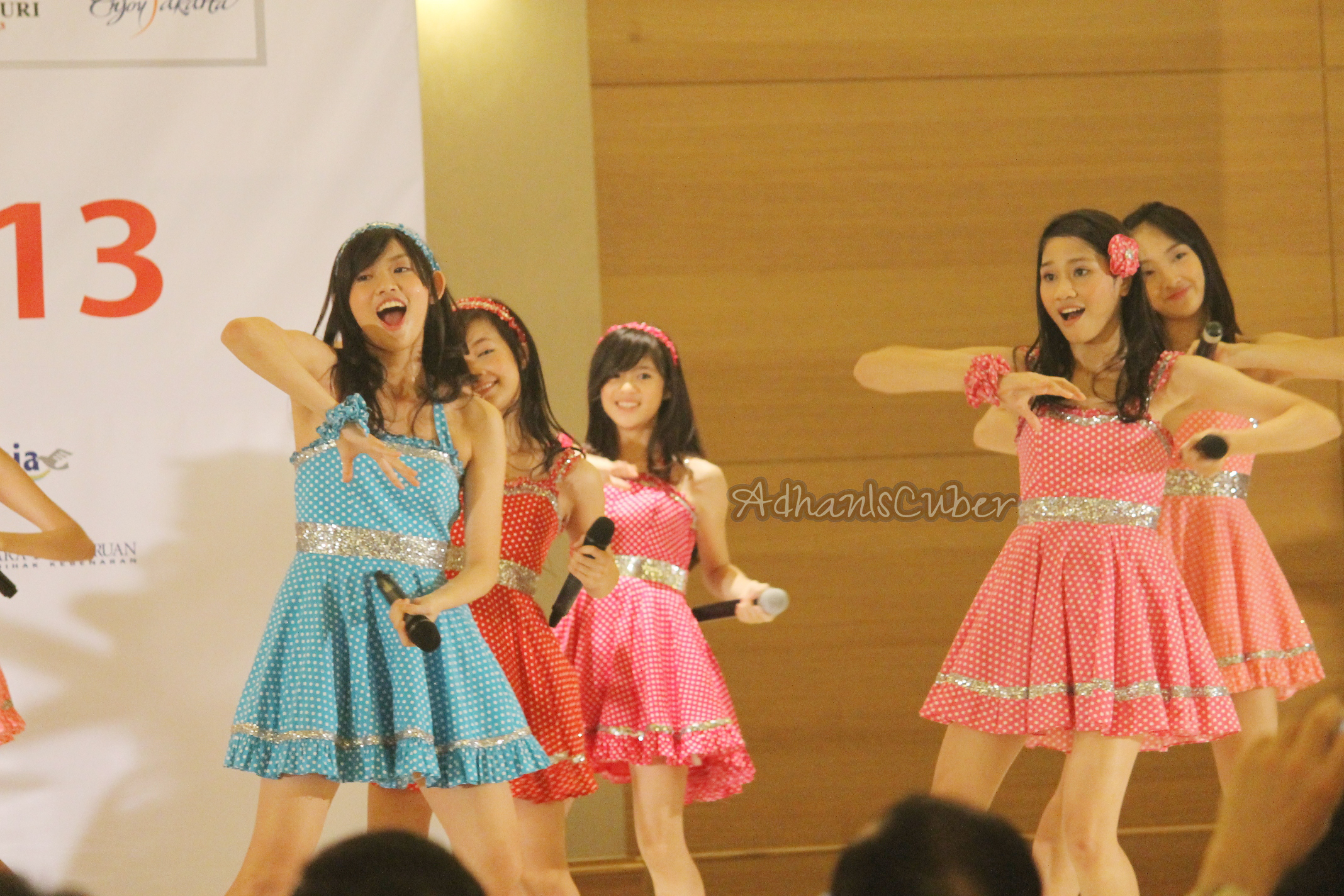
JKT48 team KIII biểu diễn ca khúc Fortune Cookie in Love -Fortune Cookie Yang Mencinta

### phát hành
Nhóm chị em JKT48 đã công bố phát hành "Fortune Cookie Yang Mencinta" ("Fortune Cookie in Love"), phiên bản tiếng Indonesia của "Koi Suru Fortune Cookie", là đĩa đơn thứ ba vào ngày 21 tháng 8 năm 2013, cùng ngày với Phát hành AKB48. Và teaser cho video âm nhạc đã được phát hành vào ngày 3 tháng 8.

### Danh sách dĩa nhạc

#### Phiên bản thông thường
| No. | Bài hát                                                                | Thành viên | Thời lượng |
| --- | ---------------------------------------------------------------------- | ---------- | ---------- |
| 1.  | "Fortune Cookie Yang Mencinta"                                         |            |            |
| 2.  | "First Rabbit"                                                         |            |            |
| 3.  | "Baby! Baby! Baby!" (Passionate Prayer Ver.)                           | Team KIII  |            |
| 4.  | "Fortune Cookie in Love -Fortune Cookie Yang Mencinta-" (English Ver.) |            |            |

| No. | Bài hát                                                                               | Thời lượng |
| --- | ------------------------------------------------------------------------------------- | ---------- |
| 1.  | "Fortune Cookie In Love -Fortune Cookie Yang Mencinta- Music Video"                   |            |
| 2.  | "Fortune Cookie In Love -Fortune Cookie Yang Mencinta- Music Video Behind the Scenes" |            |

#### Tặng kèm
- Team J Special Photo
- Team J & Team KIII Photo Group [Member Random]

### Phiên bản sân khấu
| No. | Bài hát                                      | Lời             | Thành viên | Thời lượng |
| --- | -------------------------------------------- | --------------- | ---------- | ---------- |
| 1.  | "Fortune Cookie Yang Mencinta"               | Yasushi Akimoto |            |            |
| 2.  | "First Rabbit"                               |                 |            |            |
| 3.  | "Baby! Baby! Baby!" (Passionate Prayer Ver.) |                 | Team KIII  |            |

#### Tặng kèm
- Trump Card
- Vé sự kiện bắt tay.

### Danh sách thành viên

#### "Fortune Cookie Yang Mencinta"
Cả ca khúc chủ đề và phiên bản tiếng Anh đều được thực hiện bởi các thành viên sau.
Center: Haruka Nakagawa
- Team J / AKB48 Team B: Aki Takajo
- Team J: Haruka Nakagawa, Melody Nurramdhani Laksani, Shania Junianatha, Nabilah Ratna Ayu Azalia, Jessica Veranda, Ayana Shahab, Rena Nozawa, Beby Chaesara Anadila, Devi Kinal Putri, Sonia Natalia
- Team KIII: Shinta Naomi, Rona Anggreani, Cindy Yuvia, Della Delila, Riskha Fairunissa.

#### "First Rabbit"
Center: Melody Nurramdhani
- Team J / AKB48 Team B:Aki Takajo
- Team J: Melody Nurramdhani Laksani, Shania Junianatha, Nabilah Ratna Ayu Azalia, Haruka Nakagawa, Jessica Veranda, Ayana Shahab, Sonia Natalia, Rezky Wiranti Dhike, Cindy Gulla, Rica Leyona, Gabriela Margareth Warouw, Ghaida Farisya, Frieska Anastasia Laksani, Sendy Ariani, Delima Rizky.

#### "Baby! Baby! Baby!
"Baby! Baby! Baby!" (Passionate Prayer Version) được thực hiện bởi Đội KIII:
Team KIII: Alicia Chanzia, Cindy Yuvia, Della Delila, Intar Putri Kariina, Jennifer Hanna, Lidya Maulida Djuhandar, Nadila Cindi Wantari, Natalia, Noella Sisterina, Octi Sevpin, Ratu Vienny Fitrilya, Riskha Fairunissa, Rona Anggreani, Shinta Naomi, Thalia, Viviyona Apriani.
"Fortune Cookie of Love" (tiếng Trung: 爱 的; bính âm: Ài de Xìngyùn Qūqí) đã được làm lại bằng tiếng Quan thoại cho nhóm chị em của AKB48 ở Trung Quốc(SNH48), là đĩa đơn thứ ba của nhóm. Được ra mắt vào ngày 25 tháng 11 năm 2013, tại Bắc Kinh và ngày 29 tháng 11 năm 2013 tại Thượng Hải.
Nhóm chị em người Philippines của AKB48 (MNL48) đã phát hành bản phối lại bài hát của họ dưới dạng đĩa đơn thứ hai có tựa đề "Pag-Ibig Fortune Cookie".

### Ra mắt MV
Đĩa đơn được công bố trong sự kiện Bắt tay Aitakatta - Gustong Makita tại Movie Stars Cafe vào ngày 25 tháng 11 năm 2018. Brei, Belle, Coleen, Rans, Lei, Mari, Jan và Kay chính thức được giới thiệu là thành viên Senbatsu mới cho đĩa đơn, cùng với Faith, Alyssa, Jem, Gabb, Sela, Abby và Sheki, vẫn là Center. Một buổi xem độc quyền của video âm nhạc cũng được tổ chức theo sau là một buổi biểu diễn trực tiếp bài hát. Video âm nhạc sau đó đã được tải lên YouTube vào cùng ngày.

### Danh sách dĩa nhạc
| No.              | Bài hát                                                                | Thành viên                                                                                             | Thời lượng |
| ---------------- | ---------------------------------------------------------------------- | --- | ---------- |
| 1.               | "Pag-Ibig Fortune Cookie" (cover of AKB48's "Koi Suru Fortune Cookie") | Sheki, Abby, Sela, Brei, Belle, Gabb, Colleen, Rans, Jem, Lei, Mari, Jan, Kay, Alyssa, Faith, and Ella | 4:45       |
| 2.               | "First Rabbit" (cover of AKB48's "First Rabbit")                       | Sheki, Abby, Sela, Brei, Belle, Gabb, Colleen, Rans, Jem, Lei, Mari, Jan, Kay, Alyssa, Faith, and Ella | 4:46       |
| 3.               | "Palusot Ko’y Maybe" (cover of AKB48's "Iiwake Maybe")                 | Colleen, Abby, Brei, Belle, Daryll, Ella, Ecka, Hazel, Andy, Jem, Aly, Lara, Madie, Ruth, and Joyce    | 4:08       |
| 4.               | "Pag-Ibig Fortune Cookie" (Off Vocal Version)                          | | 4:47       |
| 5.               | "First Rabbit" (Off Vocal Version)                                     | | 4:46       |
| 6.               | "Palusot Ko’y Maybe" (Off Vocal Version)                               | | 4:08       |
| Tổng thời lượng: | Tổng thời lượng:                                                       | Tổng thời lượng:                                                                                       | 26:35      |

### Chứng chỉ
| Miền                                                                                             | Chứng chỉ   | đơn vị được chứng nhận / bán hàng |
| ------------------------------------------------------------------------------------------------ | ----------- | --------------------------------- |
| Philippines (PARI) Filipino version, Pag-Ibig Fortune Cookie / First Rabbit / Palusot Ko’y Maybe | 1× Bạch kim | 150,000*                          |
| Philippines (PARI) Filipino version, Pag-Ibig Fortune Cookie / First Rabbit / Palusot Ko’y Maybe | 1× Vàng     | 75,000*                           |